# Furcht und Elend des Dritten Reiches
Furcht und Elend des Dritten Reiches ist ein Theaterstück des deutschen Dramatikers Bertolt Brecht, das er im Zeitraum von 1935 bis 1943 im Exil verfasste.

## Entstehung
Margarete Steffin und Brecht begannen 1934 damit, Material über Alltagsereignisse im nationalsozialistischen Deutschland zu sammeln. Ende 1937 lagen die ersten fünf Szenen vor, die unter dem Titel Die Angst zusammengefasst wurden. Es wurden in schneller Folge weitere Szenen geschrieben, im Mai 1938 gab es bereits 25, davon wurden acht in der Pariser Uraufführung am 21. Mai 1938 gezeigt. Bis Juni 1938 stieg die Anzahl der Szenen auf 27. Brecht bezeichnete die Zusammenstellung als „Montage“, die eine von ihm entwickelte künstlerische Methode unter neuen Bedingungen erprobe. 1942/43 entstand eine Fassung für den amerikanischen Markt, die eine weitere Szene erhielt und den Titel bekam The Private Life of the Master Race (die Übersetzung besorgte Eric Bentley). Diese amerikanische Fassung war dann in der ersten Jahreshälfte 1945 unter dem Titel Das Leben der Herrenrasse Grundlage einer Aufführung des deutschsprachigen Emigrantentheaters Kammerspiele in Quito.
Eine von Henry Schnitzler besorgte Inszenierung am 7. Juni 1945 an der University of California und eine von Berthold Viertel ausgeführte Inszenierung am 12. Juni 1945 am Pauline Edwards Theatre des City College of New York trafen einen Monat nach Kriegsende auf kein besonderes Interesse beim Publikum mehr. Auch trug die schlechte Beherrschung der englischen Sprache durch die Emigrantenschauspieler zu unterkühlten Kritiken bei. Der New Yorker Kritiker George Jean Nathan griff Brecht als wenig beseelten Dichter an und konstatierte, dass „die Regieführung Berthold Viertels und die spielerischen Leistungen von einer Art seien, die selbst am deutschen Wandertheater in der Provinz ausgebuht worden wären.“ Die New Yorker Inszenierung hatte zunächst Erwin Piscator arrangiert. Brecht hatte sie fortgeführt, sie schließlich jedoch Viertel übertragen. Kurz nach der Premiere sandte Piscator Brecht einen ausführlichen Vergleich der von Brecht und ihm entwickelten Inszenierungsansätze zu, in dem er monierte, Brecht habe die dramaturgischen Potenziale seines Texts szenisch nicht angemessen umgesetzt.
Noch im Jahr 1996 wurde eine weitere Szene von Furcht und Elend des Dritten Reiches im Nachlass von Caspar Neher aufgefunden, die im November 1946 geschrieben worden war. Damit lassen sich dem Stück insgesamt 30 Szenen zuordnen, wobei Brecht kurz vor seinem Tod noch weitere 5 Szenen verfasst hat, welche ebenfalls nationalsozialistischen Inhalt hatten. Es waren also insgesamt 35 Szenen.

## Inhalt
In Anlehnung an Heinrich Heines Deutschland. Ein Wintermärchen wollte Brecht das Stück ursprünglich Deutschland – Ein Greuelmärchen nennen. Brecht brachte 1938 auch Die Deutsche Heerschau als Titel ins Gespräch. Der endgültige Titel ist eine Anlehnung an Balzacs Roman Glanz und Elend der Kurtisanen.
In den Szenen, denen jeweils ein kurzes Gedicht voraus geht, wird der deutsche Nationalsozialismus im Alltag dargestellt. Die Szenen haben keinen direkten Zusammenhang, die Protagonisten treten nur jeweils in einer Szene auf. Insgesamt verdeutlichen sie, wie die nationalsozialistische Diktatur in alle Gesellschaftsschichten und Lebensbereiche der Menschen eindringt und Angst und Misstrauen verbreitet.
Gleichzeitig mit der Allgegenwart von Terror und Angst thematisieren die Szenen aber auch die kleinen, häufig unscheinbaren Spielräume der Widerständigkeit, die den Personen auch dort bleiben, wo die freie Meinungsäußerung aus dem öffentlichen und privaten Leben verbannt wird. Fast jede Szene lotet die sichtbaren und unsichtbaren Haltungen des heimlichen Widerstands aus und zeigt daneben die verschiedenen Arten der Anpassung, Unterwerfung und Verblendung, die die nationalsozialistische Herrschaft erst möglich gemacht haben.  Brecht, dem das Lob von Georg Lukàcs zu der Szene Der Spitzel zu einseitig auf den realistischen Charakter des Stückes bezogen schien, schrieb am 15. August 1938 in seinem Arbeitsjournal: „Übersehen ist die Montage von 27 Szenen, und daß es eigentlich nur eine Gestentafel ist, eben die Gesten des Verstummens, Sich-Umblickens, Erschreckens usw. Die Gestik der Diktatur. Das epische Theater kann damit zeigen, daß sowohl ‚Interieurs‘ als auch beinahe naturalistische Elemente in ihm möglich sind, nicht den Unterschied ausmachen.“ Die theatrale Wirkung der Szenen resultiert sowohl aus ihrem historischen Charakter als Dokument des nationalsozialistischen Alltags in den Jahren vor Kriegsbeginn als auch aus der gestischen Zuspitzung der Situationen, auf die es Brecht ankam und die das Stück zu einer Studie über menschliches Verhalten unter den Bedingungen des Staatsterrors macht.
Die 30 Szenen im Einzelnen inhaltlich:
VolksgemeinschaftZwei betrunkene SS-Offiziere schießen in einer Wohnstraße um sich.
Der VerratEin Ehepaar bekommt mit, wie ein Nachbar brutal verhaftet wird, den sie verraten haben.
Das KreidekreuzEin SA-Mann verrät einen Trick, wie Andersdenkende zur Verhaftung markiert werden.
Die MoorsoldatenDie Zerstrittenheit der linken Parteien wird noch im KZ fortgeführt.
Dienst am VolkeEin SS-Mann täuscht vor, einen Häftling auszupeitschen, erst als der Gruppenführer nachsieht, schlägt er ihn wirklich.
RechtsfindungTrotz eindeutigen Sachverhalts gerät ein gerichtliches Verfahren zur Farce, da der Richter aus Furcht vor Repressalien nicht nach geltendem Recht glaubt richten zu können, sondern nach den Erwartungen des ranghöchsten Einflusses, die sich im Spannungsfeld zwischen SA und SS hier nicht ermitteln lassen.
Die BerufskrankheitEin Arzt, der sich seiner patientenzugewandten Behandlung rühmt, meidet eine gründlichere Untersuchung eines verletzten Arbeiters, der aus dem KZ Oranienburg kommt.
PhysikerPhysiker X und Y unterhalten sich heimlich über Einsteins wissenschaftliche Arbeiten.
Die jüdische FrauEine jüdische Frau verlässt ihren Mann, der von der besseren Gesellschaft geächtet wird, weil er mit ihr verheiratet ist.
Der SpitzelEin paranoides Ehepaar befürchtet, ihr kleiner Sohn könne sie anzeigen. So wird verdeutlicht, wie das Misstrauen Familien spaltet und entzweit.
Die schwarzen SchuheIm Gespräch mit ihrer Tochter wird das finanzielle Elend einer Witwe deutlich, deren Tochter im Bund Deutscher Mädel animiert wird, als kostenlose Arbeitskraft aufs Land zu gehen und dies selbst bezahlen soll.
ArbeitsdienstEin Student und ein Arbeiter werden zum Arbeitsdienst gezwungen, die Klassenunterschiede bleiben bestehen.
Die Stunde des ArbeitersEin Radioansager interviewt Arbeiter einer Fabrik zu Propagandazwecken. Als ein Arbeiter seine ehrliche Meinung gibt, wird er vom Mikrofon weggestoßen.
Die KisteEin Arbeiter wird in einem Zinksarg zu seiner Familie gebracht, um zu verschleiern, wie er ermordet wurde.
Die InternationaleZwei Häftlinge im KZ singen trotz Auspeitschung gemeinsam Die Internationale.
Der EntlasseneIn einer Arbeiterküche spricht ein Ehepaar mit einem Entlassenen, dem sie nicht vertrauen.
Die WahlEin Kriegsblinder und seine alte Mutter werden von der SA zum Wahllokal geführt und in heroischen Worten zur richtigen Wahl angeleitet.
Das neue KleidEine junge Frau, deren Kleid aus billigem Material ist, weil die Wolle für Uniformen reserviert wird, schimpft auf das Regime, nicht wissend, dass SA-Leute sie hören.
WinterhilfeZwei SA-Männer bringen Spenden einer alten Frau und nehmen darauf ihre Tochter fest, nachdem die Mutter unvorsichtigerweise bemerkt hat, dass die Tochter die steigenden Lebensmittelpreise in ihrem Haushaltsbuch dokumentiert.
Zwei BäckerZwei begegnen sich im Gefängnis; der eine, weil er sich weigerte, Kleie ins Brot zu mischen, der andere, weil er es vor 2 Jahren getan hat.
Der Bauer füttert die SauEin Bauer füttert verbotenerweise sein Vieh und stellt seine Familie als Wachen auf.
Der alte KämpferEin ehemals parteitreuer Fleischer bekommt kein Fleisch zu den staatlich festgesetzten Preisen geliefert. Um seine Kunden nicht umsonst wegzuschicken widersetzt er sich den Anordnungen der Partei und kauft Waren heimlich bei einem Juden. Als sein Sohn ins KZ gebracht wird, erhängt er sich mit einem Schild um den Hals: „Ich habe Hitler gewählt!“
Die BergpredigtEin sterbender Fischer spricht mit einem Pfarrer über den christlichen Glauben, der für seinen regimetreuen und ebenfalls anwesenden Sohn nicht mehr zählt, weil Jesus ein Jude war. Der Pfarrer hat Angst, dass seine Trostworte ihn in Schwierigkeiten bringen können.
Das MahnwortDurch einschlägige Propagandagedichte und Übungen werden Hitlerjungen auf den Krieg vorbereitet. Ein Junge wird vom Scharführer schikaniert, weil seine Mutter ihm keine Gasmaske kauft.
In den Kasernen wird die Beschießung von Almeria bekanntEin Junge, der mit Guten Morgen grüßt, erhält mehr Essen als der, der Heil Hitler ruft, nachdem den Soldaten bewusst geworden ist, dass Hitler tatsächlich in den Krieg zieht.
ArbeitsbeschaffungEine Frau bekommt die Nachricht, dass ihr Bruder mit seinem Flugzeug in Stettin abgestürzt sei, die Nachbarin vermutet aber, dass er bei geheimen Einsätzen im Spanischen Bürgerkrieg umgekommen ist. Es wird erzählt, dass deutsche Flieger, die sich mit dem Fallschirm retten wollen, von der eigenen Seite in der Luft erschossen werden, damit sie nicht als Gefangene als Beweis für die deutsche Beteiligung präsentiert werden können.
Was hilft gegen GasEin Mann spricht seiner Schwester gegenüber halblaut aus, dass das einzige, was ihnen helfen würde, der Sturz des Regimes wäre, aber keiner traut sich, dies laut zu sagen.
VolksbefragungArbeiter im Widerstand lesen den Brief eines Hingerichteten und machen trotz widriger Umstände weiter.
Der GefühlsersatzEin Mann rechtfertigt in euphemistischer Weise seine Entscheidung, der eigenen Schwester eine lebensnotwendige Operation vorzuenthalten und sie verhungern zu lassen, während im Radio dieselbe Entscheidung der Regierung zur Volksernährung propagandistisch vorgetragen wird.
Hamburg 1938Drei SA-Männer lesen denselben Brief eines Hingerichteten an seinen Sohn wie in der Szene „Volksbefragung“, was der schwangeren Frau des einen auf den Magen schlägt.

## Aufführungen
- Acht Szenen aus dem Stück wurden am 21. Mai 1938 in Paris unter dem Titel 99% (Untertitel: Bilder aus dem Dritten Reich) uraufgeführt. Regisseur war Slatan Dudow.[8]
- Die Erstaufführung der amerikanischen Bearbeitung fand am 7. Juni 1945 in Berkeley statt. (Eine Einstudierung Henry Schnitzlers mit 17 Szenen wurde im Programm des Gründungskongresses der UNO gezeigt.)[9] 9 Szenen aus dem Stück wurden 1945 auch am Broadway aufgeführt. Diese Aufführung, bei der Erwin Piscator Regie führen, war für Brecht, wie Winfried Roesner schreibt, eine Katastrophe. Brecht verkrachte sich mit Piscator und führte selber Regie, die Schauspieler kommen „ihm wie ‚Schulkinder‘ vor, und der berühmte Albert Bassermann, 78 Jahre alt, spricht ein Englisch, das er selber nicht versteht. Brecht führt so Regie, als wolle er sein eigenes Stück ruinieren. Die Kritiken sind verheerend und finden alles ‚unglaublich langweilig‘. Den Durchfall am Broadway hat Brecht lange nicht verschmerzt und keine Aufführung mehr dort zugelassen.“[10]
- Die Schweizer Erstaufführung war am 7. Januar 1947 am Stadttheater Basel.[11]
- Die deutsche Erstaufführung fand im September 1948 am Nationaltheater Weimar unter der Regie des Intendanten Hans-Robert Bortfeldt, mit Musik von Gregor Eichhorn und Songs von Walter Jupé statt.[12] Es spielten unter anderem Walter Jupé, Gerd Michael Henneberg und Else Koren.
- Die türkische Erstaufführung war in der Saison 1971/72. Regisseur war Yılmaz Onay. Nach fünf Aufführungen wurde das Stück verboten.[13]

## Veröffentlichungen und Adaptionen
Das Werk wurde 1938 erstmals im Malik-Verlag in Prag verlegt, der druckfertige Satz allerdings im Zusammenhang mit den politischen Ereignissen vermutlich Ende 1938 vernichtet.
Die amerikanische Bearbeitung erschien in den USA im September 1944, die erste deutschsprachige Ausgabe, sie enthielt 24 Szenen, erschien 1945 ebenfalls in den USA, in New York. In Deutschland erschien das Stück beim Aufbau-Verlag im Jahr 1948. Die von Werner Hecht, Jan Knopf, Werner Mittenzwei und Klaus-Detlef Müller herausgegebene, im Aufbau-Verlag in Berlin und im Suhrkamp Verlag in Frankfurt am Main erschienene Werkausgabe Werke. Große kommentierte Berliner und Frankfurter Ausgabe enthält das Stück im 1988 veröffentlichten Band 4 (= Stücke 4), S. 439 ff.
Im ORF-Landesstudio Salzburg wurde 1978 eine Hörspielfassung aufgenommen. Regie führte Klaus Gmeiner, Ton: Josef Adelberger. Es sprachen Hans Musäus, Maria Singer, Karl Walter Diess, Georges Ourth, Hubert Berger, Dieter Hofinger, Christian Lichtenberg, Signe Seidel, Louise Martini, Walter Riss, Gunvor Raffelsberger, Gustl Weishappel, Eva Hörbiger, Werner Friedel und Thomas Oeser.
Es gibt zwei Fernseh-Inszenierungen von ausgewählten Szenen: Der Norddeutsche Rundfunk produzierte fünf Szenen mit verschiedenen Regisseuren. Erstausstrahlung war am 1. Oktober 1964. 1981 produzierte das DDR-Fernsehen einen Zweiteiler mit 14 Szenen, Regie führte Ursula Bonhoff (siehe: Furcht und Elend des Dritten Reiches (1981)).